# Bannihatti, Byadgi
Bannihatti là một làng thuộc tehsil Byadgi, huyện Haveri, bang Karnataka, Ấn Độ.